# Zhanjiang Airport
Zhanjiang Airport (kinesiska: 湛江機場, Zhànjiāng Jīchǎng) är en flygplats i Kina. Den ligger i provinsen Guangdong, i den södra delen av landet, omkring 370 kilometer sydväst om provinshuvudstaden Guangzhou. Arean är 200 kvadratkilometer.
Närmaste större samhälle är Zhanjiang, 7,6 km norr om Zhanjiang Airport. 
Genomsnittlig årsnederbörd är 2 012 millimeter. Den regnigaste månaden är augusti, med i genomsnitt 388 mm nederbörd, och den torraste är februari, med 14 mm nederbörd.